# Грезля (Поліський район)
Грезля — колишнє село в Україні, яке було відселено через наслідки аварії на ЧАЕС і зняте з обліку 1999 року. Знаходиться в Поліському районі Київської області, за 3 км від колишнього райцентру. Розташоване на річці Грезля, неподалік від місця впадіння в Уж.
Час виникнення села невідомий. Назва походить від річки, на якій розташоване село. Відомо, що в XV столітті Київські бояри Яковичи-Покалевські володіли поселенням на Грезлі.
А відповідно до тестаменту Андрія Ларионовича Редчича від 16 серпня 1632 року, він заповідав свій будинок у селі Грезлі (ДАЖО 146-1-5726) і все рухоме майно доньці Марії Андріївні та зятю Івану Сташкевичу.
1864 року у селі мешкало 250 осіб, 1886 року тут мешкало вже 360 осіб.
1900 року у селі 96 дворів, мешкало 598 мешканців, що займалися здебільшого землеробством. У селі було 3 вітряки.
Село підпорядковувалося Хабенській волості Радомисльського повіту.
У радянський час Грезля підпорядковувалася Поліській селищній раді Поліського району. У 1981 році населення становило близько 550 осіб. У 1989 році населення становило 370 осіб.
Внаслідок сильного радіаційного забруднення усіх мешканців було відселено. Зняте з обліку 1999 року через відсутність населення. Мешканців переселено до села Сезенків та міста Переяслав. Село повністю відселене у 1993 році.
Після Чорнобильської катастрофи село увійшло до 30-кілометрової зони відчуження.
Територія села згоріла під час лісових пожеж в Чорнобильській зоні у квітні 2020.
З лютого по квітень 2022 року село було окуповане російськими військами внаслідок вторгнення 2022 року.